# Sammlung Christian Sigrist

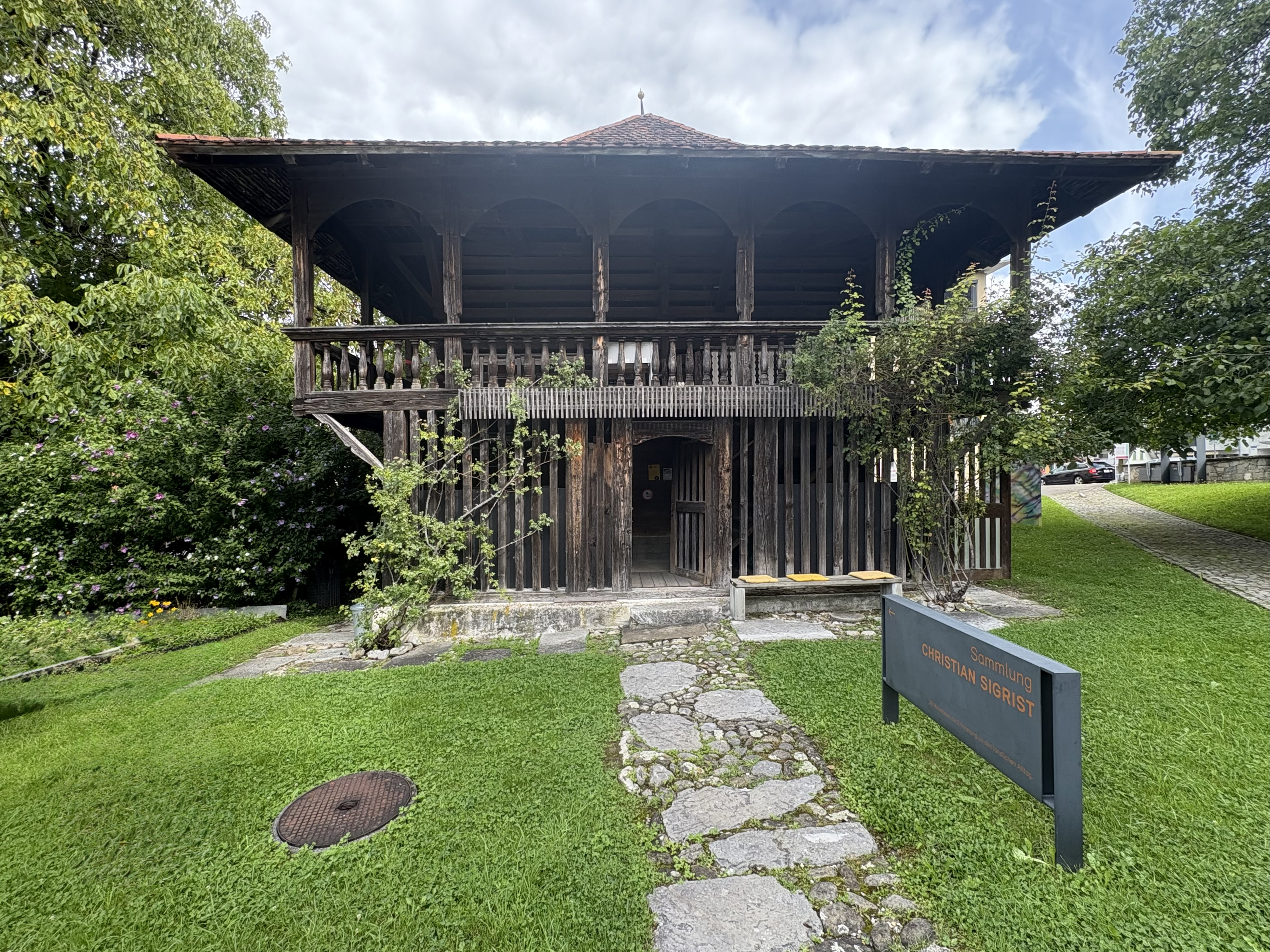
Ökonomiegebäude des Museums Bruder Klaus

Die Sammlung Christian Sigrist «Miniaturen zur Erinnerung an den ländlichen Alltag» ist im alten Ökonomiegebäude des Museums Bruder Klaus in Sachseln im Schweizer Kanton Obwalden untergebracht. Die Sammlung ist frei zugänglich und ohne Personal, der Eintrittspreis wird in eine Kasse eingeworfen.

## Die Sammlung

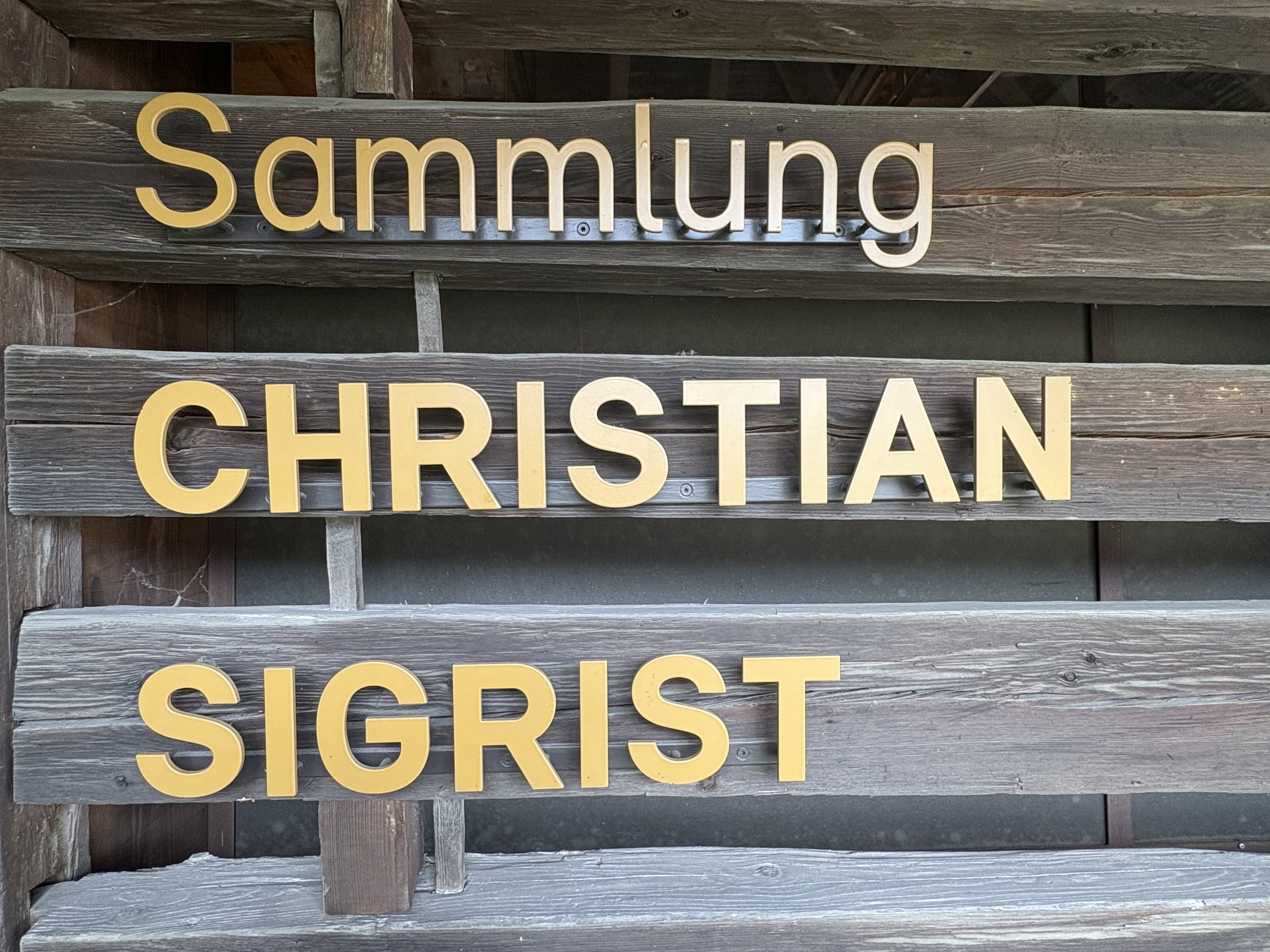
Inschrift am Stall

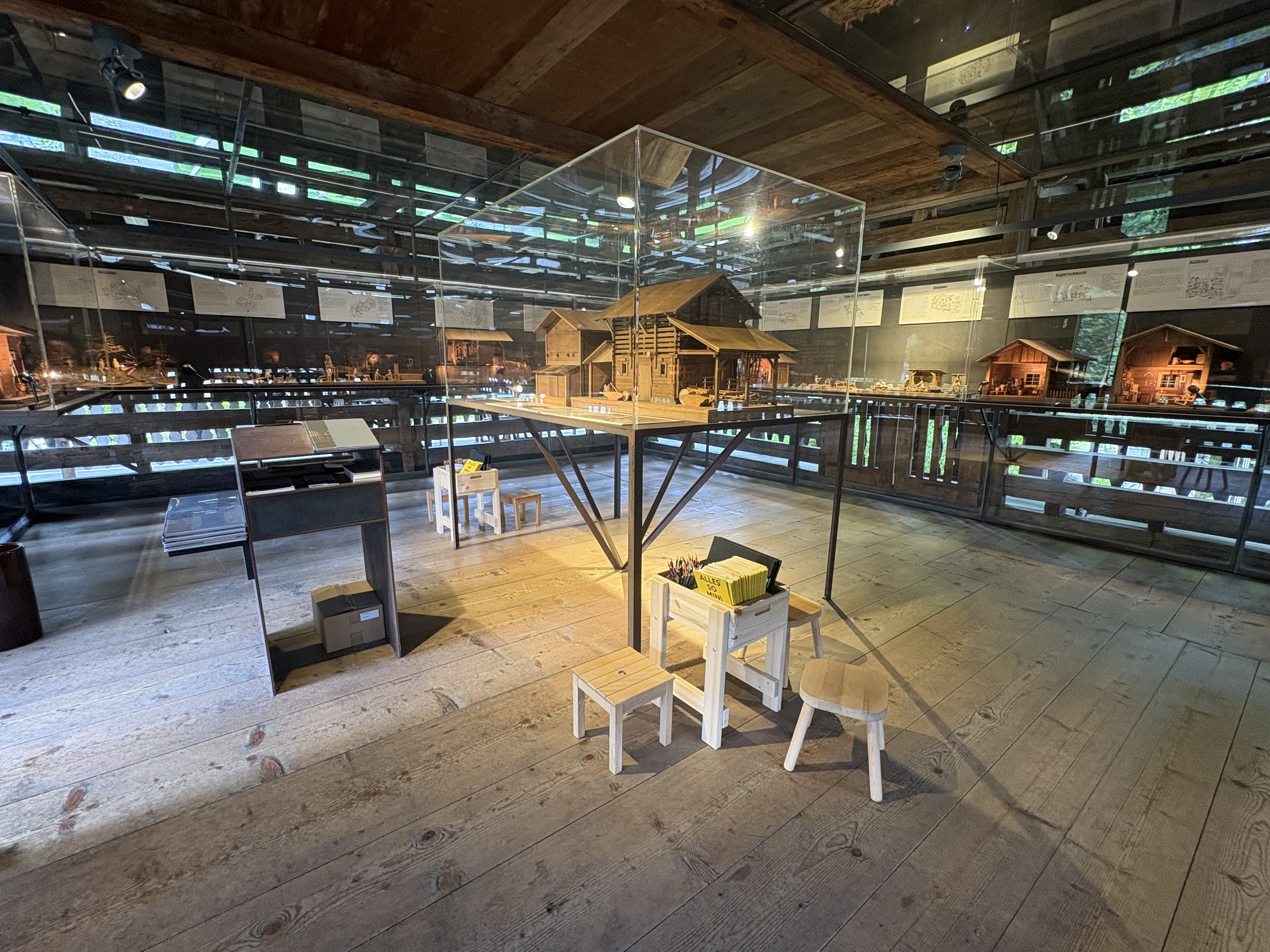
Ausstellungsraum

Die Sammlung besteht aus 28 Holzmodellen von Werkstätten und Arbeitsplätzen von vom Aussterben bedrohten Berufen. Hergestellt hat sie Christian Sigrist aus Sachseln. Sigrist erkannte das Verschwinden alter Handwerke und Tätigkeiten und wollte diese vor der Vergessenheit bewahren. So entstand zwischen 1973 und 1987 eine umfangreiche Dokumentation eines ländlich-bäuerlichen Alltags, wie es ihn heute nicht mehr gibt.
Der Anlass zur Entstehung seiner Miniaturmodelle war 1973 eine Ausstellung von Hobbyarbeiten in Sachseln. Dafür schuf Sigrist sein erstes Modell, die «Alpsennerei». Der Publikumserfolg ermunterte ihn, weitere Modelle von aussterbenden Berufsgattungen mit Menschen, Tieren, Werkzeugen, Geräten zu schaffen. Für die Modelle verwendete er neben Holz die originalen Werkstoffe wie Stein, Metall oder Leder. Jedes Werkzeug ist ein realistisches Abbild seines Vorbildes, und auch die Metallteile der Werkzeuge schmiedete Sigrist eigenhändig. 
Um zu verhindern, dass einzelne Modelle verkauft wurden und die Sammlung auseinanderbrach, wurde im Mai 1984 der «Verein Sammlung Christian Sigrist» gegründet. Dadurch sollte sichergestellt werden, dass die ganze Kollektion an ihrem Entstehungsort zusammengehalten wurde.
Am 11. Mai 1985 wurde die Ausstellung «Miniaturen zur Erinnerung an den ländlichen Alltag» in Sachseln in Anwesenheit von Christian Sigrist, seiner Frau und zahlreichen Gästen mit einem Dorffest eröffnet.

### Die Modelle
Ausgestellt sind 28 Modelle von Werkstätten und Arbeitsplätzen:
| Thema                          | Thema                         | Thema                  |
| ------------------------------ | ----------------------------- | ---------------------- |
| Alpaufzug                      | Alpsennerei                   | Bäcker                 |
| Drescherei                     | Feuerwehr                     | Hausgarten             |
| Hausmetzgete                   | Holzfäller                    | Holzplatz              |
| Kesselflicker und Korbflechten | Kupferreihe                   | Kupferschmiede         |
| Kurgäste und Touristen         | Mosterei und Schnapsbrennerei | Mühle                  |
| Sägerei                        | Sattlerei                     | Schmiede               |
| Steinhauer                     | Sust                          | Tröge und Rohre        |
| Wagner                         | Waschplatz                    | Winterliche Holzfuhren |
| Wintersport                    | Zimmerplatz                   |                        |

Im Mittelpunkt der Ausstellung bzw. in der Mitte des Raumes steht in einem grösseren Massstab ein Bauernhaus mit Scheune als Zentrum des ländlichen Lebens. In den Beschriftungen zu den einzelnen Werkstätten und Szenen sind auch die Arbeitsabläufe erklärt. Sämtliche Texte entstanden in enger Zusammenarbeit mit Christian Sigrist.

«Die hölzernen Miniaturmodelle erhalten die Erinnerung an den ländlichen Alltag wach.»

«… das git's nur no i de hölzige Welt. Und so cha mä nur hoffe, dass de Christian Sigrist no mängs uusstärbende Handwerch mit Schnitzmässer, Gfühl und Gschick de Nachwält erhaltet.»

„… das gibt es nur noch in der hölzernen Welt. Und so kann man nur hoffen, dass Christian Sigrist noch manch aussterbendes Handwerk mit Schnitzmesser, Gefühl und Geschick der Nachwelt erhalten wird.“

### Bilder (Auswahl)

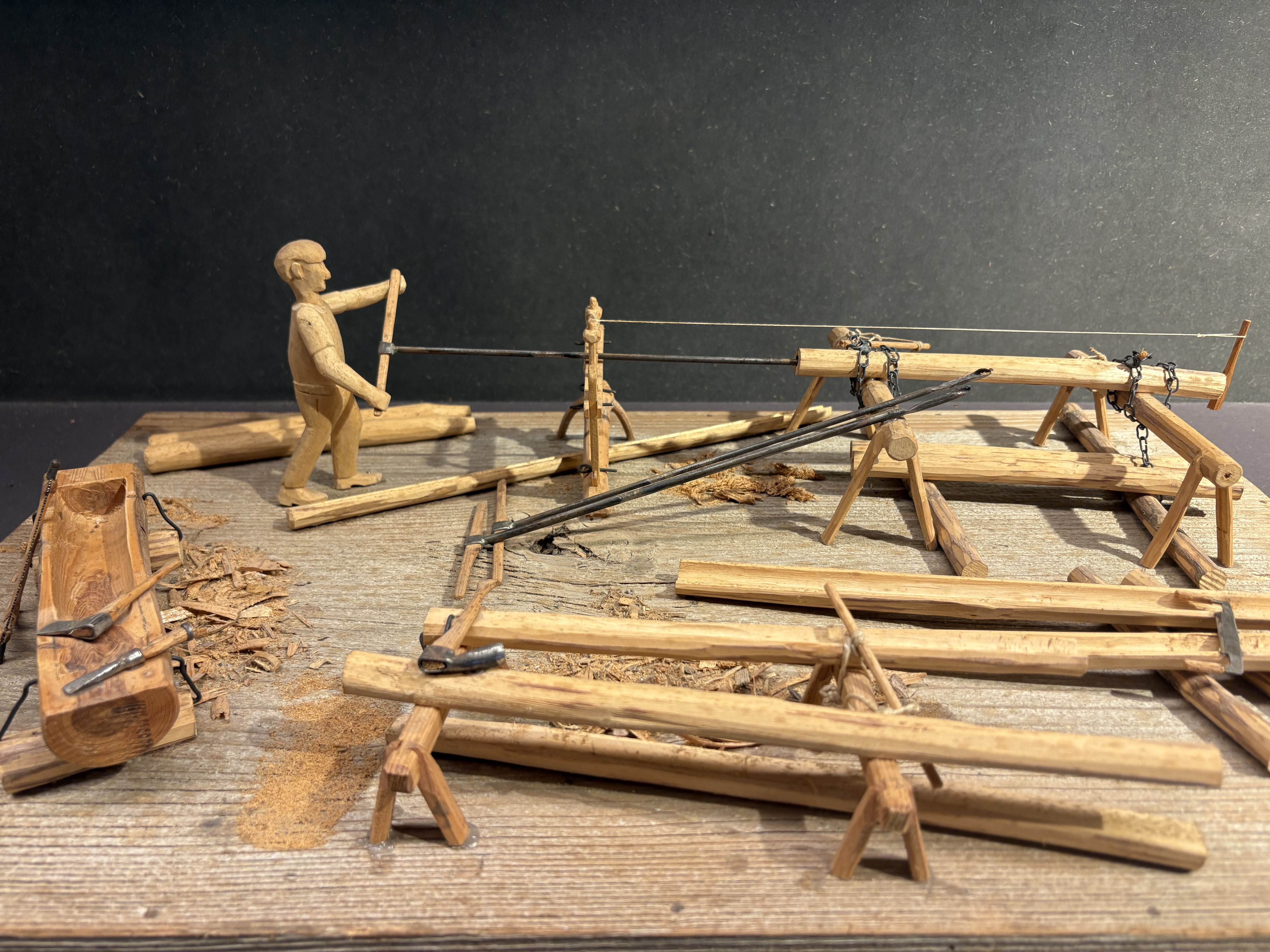
Kesselflicker und Korbflechter
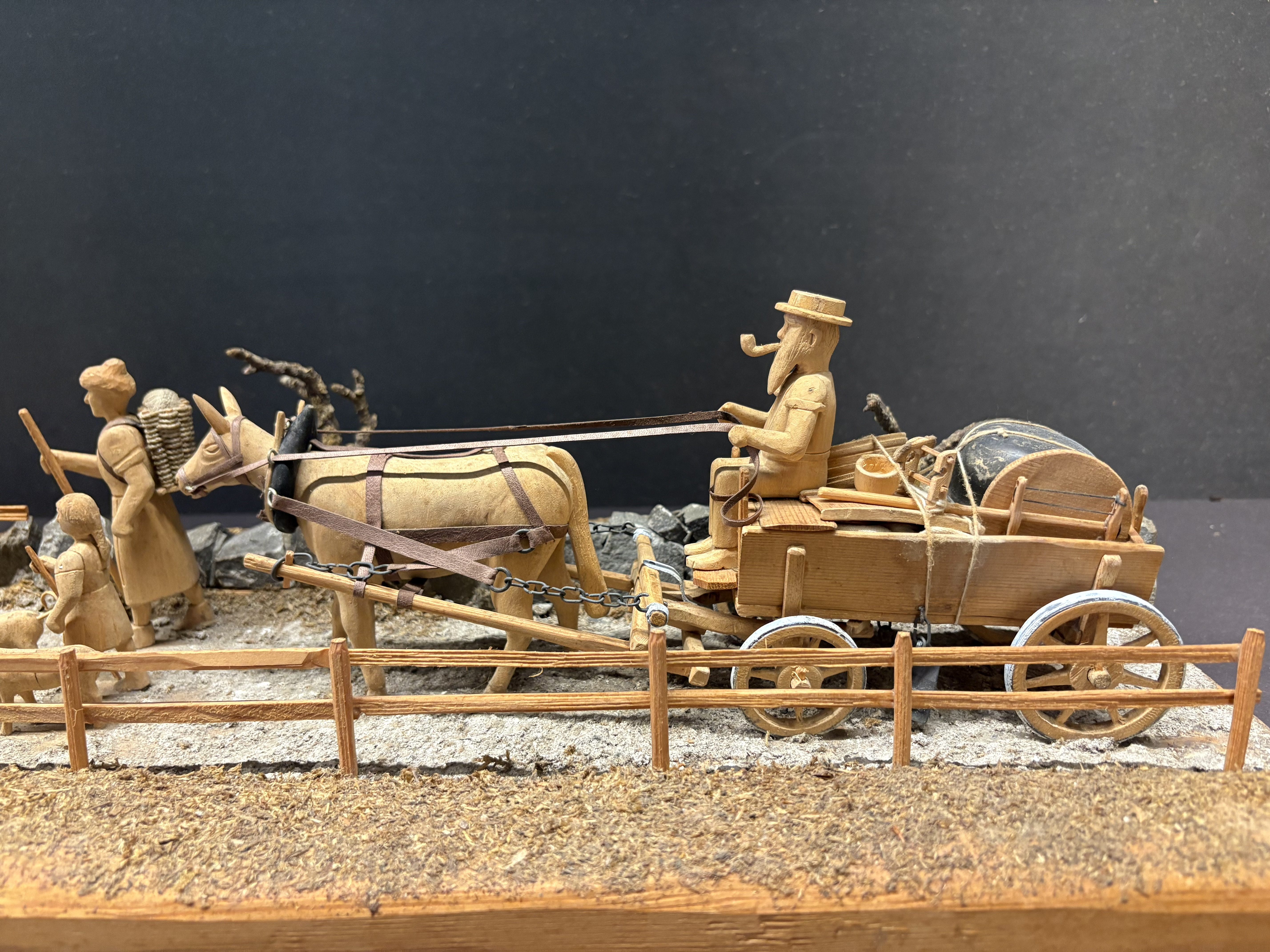
Alpaufzug
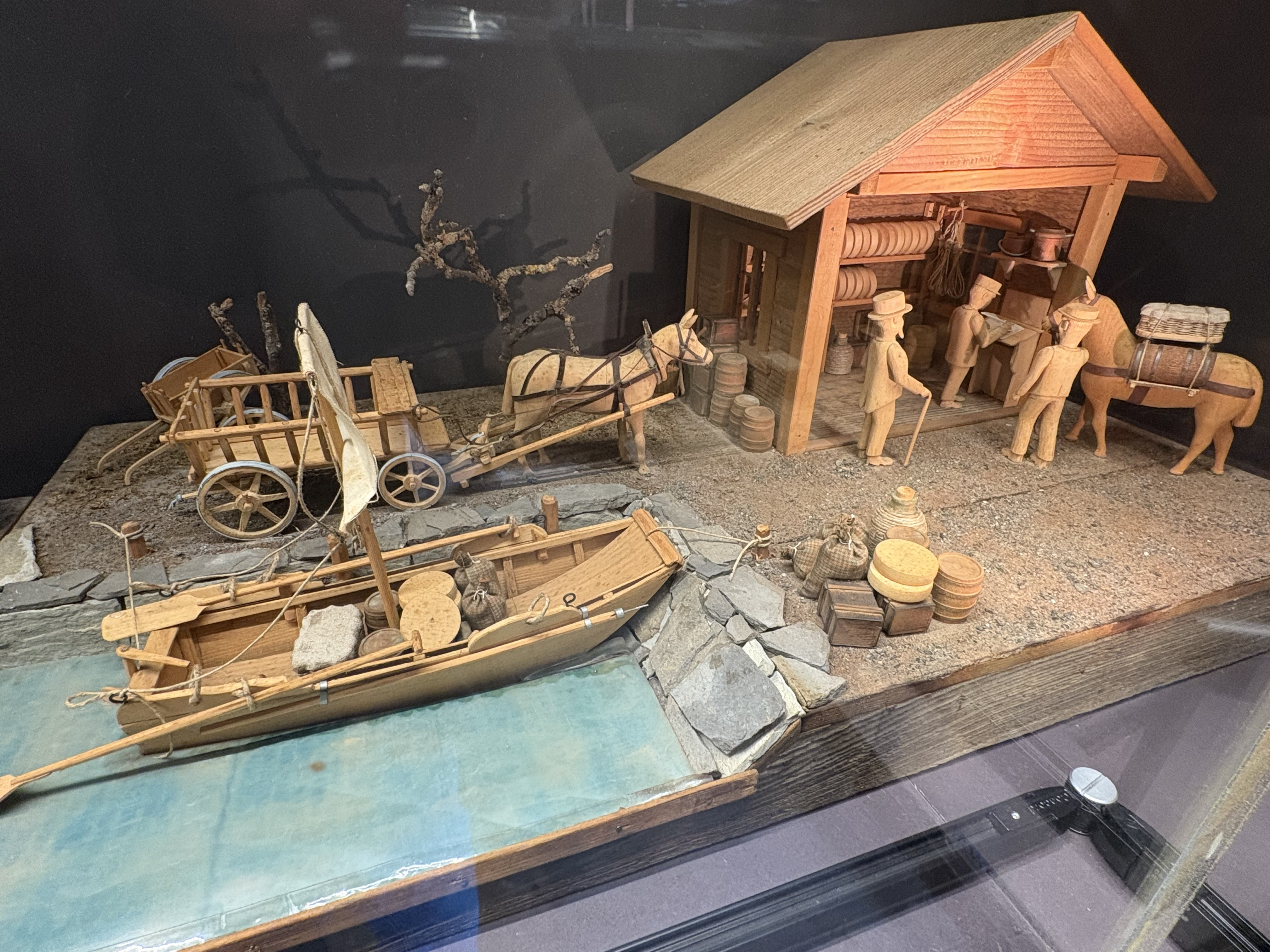
Sust
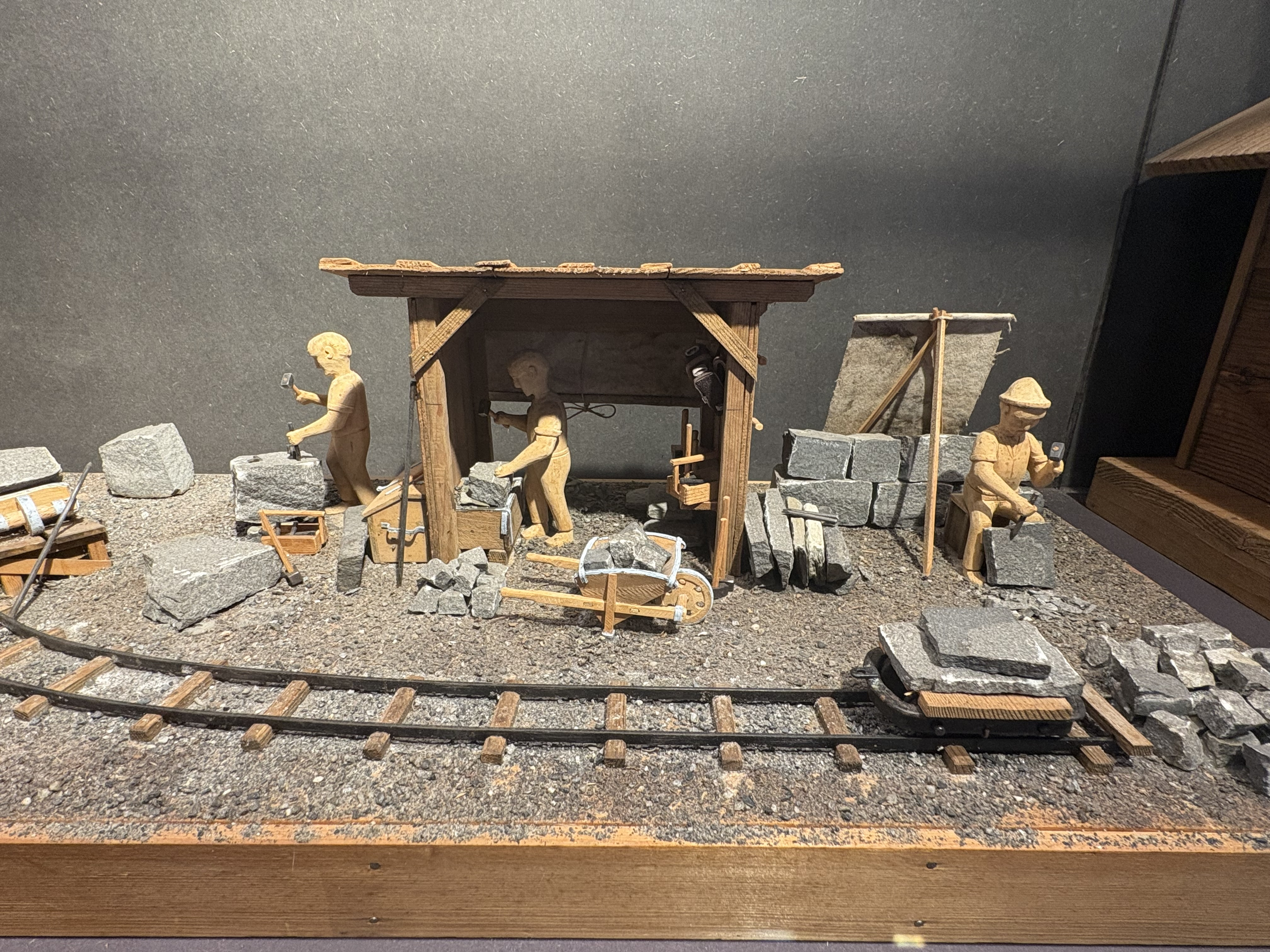
Steinhauerei

## Christian Sigrist
Christian Sigrist wurde am 8. Mai 1906 in Ewil bei Sachseln geboren, einer Ortschaft zwischen Sachseln und Giswil. Nach der Schule machte er eine Lehre als Elektriker, anschliessend arbeitete er in der mechanischen Werkstätte seines Vaters. Nach 1945 betrieb er in Sachseln eine Kunstschlosserei. Zusätzlich betrieb er von 1934 bis im Sommer 1971 mit einem eigens umgebauten Ford einen Transportdienst hinauf zur Älggi-Alp, wo der Mittelpunkt der Schweiz liegt. In den Wartezeiten begann er, Gegenstände des Bauern- und Älplerlebens in verkleinerter Ausführung zu schnitzen, und legte damit den Grundstein zur Sammlung.
Nach einem Unfall gab er im Sommer 1971 die Transportfahrten auf und mietete ein altes kleines Bauernhaus oberhalb Stalden gegenüber von Sachseln, wo er zahlreiche Sommerwochen und Wochenenden verbrachte. Der grösste Teil seiner Arbeiten an den Miniaturmodelle entstand hier.
Sigrists erste eigene Ausstellung fand 1976 im Museum Bruder Klaus in Sachseln statt. Theo Gantner, Leiter des damaligen Museums für Volkskunde, wurde auf die Modelle aufmerksam, und so fand 1977 unter seiner Leitung die erste Ausstellung ausserhalb von Obwalden im Spielzeugmuseum in Riehen statt. Fünf Modelle wurden angekauft und in die Sammlungen des Museums integriert. Nun folgte eine Ausstellung nach der anderen, zuerst in der Schweiz, wie zum Beispiel 1979 in Zürich, wo 22 Miniaturen im Wohnmuseum Bärengasse gezeigt wurden. Weitere Ausstellungen fanden statt 1981 in Chambéry in Frankreich durch die «Association pour la maison de la culture de Chambéry»), ebenfalls 1981 im finnischen Jyväskylä, Tampere und Helsinki durch die «Schweizerische Zentrale für Handelsförderung» und 1987 in Zürichs Schwesterstadt Kunming in China anlässlich der Veranstaltungsreihe «Zürich in Kunming».
Christian Sigrist war verheiratet mit Margaritha Limacher aus Alpnach. Sein Sohn ist der Bildhauer, Objektkünstler und Zeichner Kurt Sigrist. Christian Sigrist starb am 12. Mai 1987 im Alter von 81 Jahren.